# Народжуваність

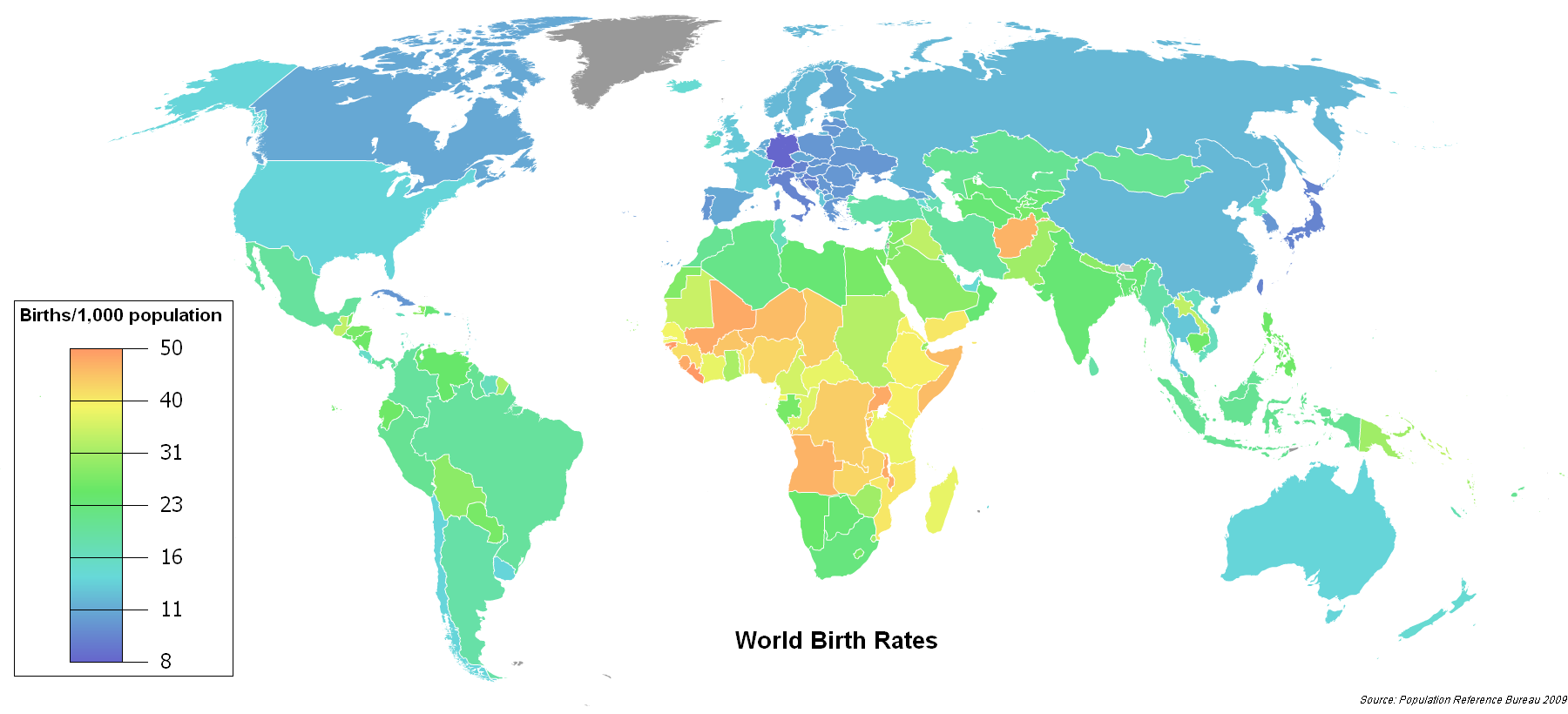
Рівень народжуваності у світі, 2008 рік

Динаміка зміни народжуваності та смертності в Україні (1991—2009)

Наро́джуваність — процес дітородження в сукупності людей, що складають покоління (генерацію) або в сукупності поколінь — населення (людність). Народжуваність взаємодіє із смертністю, що утворює відтворення населення. Як демографічно-статистична категорія, народжуваність — це кількісний показник, що відображає загальне число новонароджених протягом певного періоду на конкретно визначеній території.
Народжуваність разом зі смертністю та міграцією визначають динаміку приросту населення регіону.

## Обчислення
Коефіцієнт народжуваності — демографічний показник відношення кількості народжених за рік на 1 тис. жителів до середньої чисельності всього населення. Використовується для характеристики інтенсивності народжуваності. Вимірюються в проміле (‰). Коефіцієнт зручний для статистичного порівняння рівнів демографічних показників та їхнього розвитку на різних територіях.
Коефіцієнти народжуваності ({\displaystyle n}) обчислюється за формулою:
{\displaystyle n={\frac {N}{P}}\times 1000},
де:
- {\displaystyle N} — число народжень за даний рік;
- {\displaystyle P} — середня чисельність населення за рік[2][3].

## Градація
Градація коефіцієнтів народжуваності:
- Низький (<16,0 ‰), забезпечує просте відтворення населення.
- Середній (16,0—24,9 ‰).
- Вище середнього (25,0—29,9 ‰).
- Високий (30,0—39,0 ‰).
- Дуже високий (>40,0 ‰)[1].

## Історія
У стародавні часи народжуваність майже повсюдно була високою, близькою до фізіологічного максимуму (50-60 ‰). Вона стала помітно знижуватися з кінця XVIII століття, на початку XX століття становила 40—45 ‰, у 1950-х роках — 37,3 ‰, 1997 рок — 24 ‰. У другій половині XX століття у світі щорічно народжувалося в середньому 130 млн осіб, з яких 112 млн припадало на країни, що розвиваються, а 18,0 млн — на розвинені.

## Географія
| Країна             | ‰     |
| ------------------ | ----- |
| Ангола             | 44,20 |
| Нігер              | 44,20 |
| Малі               | 43,90 |
| Уганда             | 42,90 |
| Замбія             | 41,50 |
| …                  | …     |
| Пуерто-Рико        | 8,10  |
| Японія             | 7,70  |
| Андорра            | 7,50  |
| Сен-П'єр і Мікелон | 7,10  |
| Монако             | 6,60  |

Найбільші показники народжуваності зберігаються у країнах Африки та Азії: Нігер (54 ‰), Малаві, Ангола (по 48 ‰), Сомалі, Малі, Афганістан (по 43 ‰); серед європейських країн — в Албанії (17 ‰), Ісландії та Македонії (15 ‰); на американському континенті — у Гватемалі, Нікарагуа (36—35 ‰).

### Позашлюбні народження за країнами
| Країни                | Показник, 2020 р (* 2019 р) |
| Чилі*                 | 75,1 %                      |
| Коста-Ріка            | 72,5 %                      |
| Мексика               | 70,4 %                      |
| Ісландія*             | 69,4 %                      |
| Франція               | 62,2 %                      |
| Болгарія              | 59,6 %                      |
| Норвегія              | 58,5 %                      |
| Португалія            | 57,9 %                      |
| Словенія              | 56,5 %                      |
| Швеція                | 55,2 %                      |
| Данія                 | 54,2 %                      |
| Естонія*              | 53,7 %                      |
| Нідерланди            | 53,5 %                      |
| Бельгія*              | 52,4 %                      |
| Об'єднане Королівство | 49 %                        |
| Чехія                 | 48,5 %                      |
| Нова Зеландія         | 48,3 %                      |
| Іспанія               | 47,6 %                      |
| Фінляндія             | 46,1 %                      |
| Люксембург            | 41,6 %                      |
| Австрія               | 41,2 %                      |
| Словаччина            | 40,7 %                      |
| Сполучені Штати       | 40,5 %                      |
| Латвія                | 39,5 %                      |
| Ірландія              | 38,4 %                      |
| Австралія             | 36,5 %                      |
| Італія                | 33,8 %                      |
| Німеччина             | 33,1 %                      |
| Канада                | 32,7 %                      |
| Румунія               | 32,5 %                      |
| Угорщина              | 30,4 %                      |
| Швейцарія             | 27,7 %                      |
| Литва                 | 27 %                        |
| Польща                | 26,4 %                      |
| Хорватія              | 22,8 %                      |
| Кіпр*                 | 21,2 %                      |
| Греція                | 13,8 %                      |
| Ізраїль*              | 8,1 %                       |
| Туреччина             | 2,8 %                       |
| Південна Корея        | 2,5 %                       |
| Японія                | 2,4 %                       |

### Українською
- Атлас. 10-11 клас. Економічна і соціальна географія світу / упорядники :  О. Я. Скуратович, Н. І. Чанцева. — К. : ДНВП «Картографія», 2010. — ISBN 978-966-475-639-3.
- Дорошенко Л. С. Демографія: Навчальний посібник. — К. : МАУП, 2005. — 112 с. — ISBN 966-608-442-2.
- Крисаченко В. С. Динаміка населення: Популяційні, етнічні та глобальні виміри. — К. : Видавництво Національного інституту стратегічних досліджень, 2005. — 368 с. — ISBN 966-554-083-1.
- Економічна і соціальна географія країн світу. Навчальний посібник / За ред. Кузика С. П. — Л. : Світ, 2002. — 672 с. — ISBN 966-603-178-7.
- Муромцева Ю.І. Демографія: навчальний посібник. — К.: Кондор, 2006. — 300 с. — ISBN 978-966-351-038-2
- Стешенко В. С. Народжуваність в Україні в контексті суспільно-трансформаційних процесів. — К. : Інститут демографії та соціальних досліджень НАН України, 2007.

### Російською
- (рос.) Борисов В. А. Демография. — М. : NOTABENE, 2001. — ISBN 5-8188-0016-4.
- (рос.) Дарский Л. Е. Рождаемость // Демографический энциклопедический словарь / главн. ред. Валентей Д. И. — М. : Советская энциклопедия, 1985. — 608 с.
- (рос.) Боярский А. Я. Население и методы его изучения. — М., 1975.
- (рос.) Протасов Ю. М. Статистика: конспект лекций для студентов заочного отделения. — М. : Издательство «Флинта», 2012. — 152 с. — ISBN 5457370607.
- (рос.) Пиль Э. А. Теоретические и статистические варианты развития экономики и населения различных стран мира и их прогноз. Книга 1. — СПб. : Астерион, 2011. — ISBN 5457743438.
- (рос.) Ягельский А. География населения. — М. : Прогресс, 1980. — 383 с.